# Azucena

Zulamith Wellander jako Azucena, Kungliga Operan 1885

Azucena – postać fikcyjna z opery Giuseppe Verdiego Trubadur (Il trovatore), rola napisana na mezzosopran.
Azucena jest Cyganką, córką kobiety, która spłonęła na stosie podejrzana o rzucenie uroków na dzieci hiszpańskiego hrabiego di Luna. Mszcząc się za śmierć matki, z maleńkim dzieckiem na ręku wdarła się do zamku hrabiego i wykradła jego synka. Gdy dogasał już stos starej Cyganki, Azucena rzuciła również dziecko w płomienie. Niestety dla niej, w szoku i w bólu spaliła własne dziecko, tym samym ratując życie synowi hrabiego. Kierowana sprzecznymi uczuciami – wyrzutami sumienia, litością, specyficzną miłością matki, ale też dalszą żądzą zemsty, wychowała chłopca jak własnego syna i nadała mu imię Manrico. Także on, żyjąc w nieświadomości swego pochodzenia, traktował ją jak matkę, a gdy dorósł, stał się stronnikiem księcia Urgel, podczas gdy drugi z braci wiernie służył królowi, szukając przy tym nadal zaginionego w dzieciństwie brata. 
Azucena licząc na to, że Manrico stając naprzeciw własnego brata, pomści także jej dziecko i matkę, wspiera go z całych swych sił. Gdy ten odnosi obrażenia w walkach, leczy go i podsycając w nim gniew, wyrzuca mu, dlaczego nie zabił wroga – młodego hrabiego di Luna, mając do tego okazję. Opowiada też mu tragiczną historię swojej matki (Stride la vampa), uchyla się jednak od tego, by mu jednoznacznie powiedzieć kim naprawdę dla niej jest. Próbuje go także zatrzymać, gdy kierowany głosem miłości, udaje się na niebezpieczną wyprawę. Wreszcie udaje się pod broniony przez jej przybranego syna zamek Castellor, gdzie zostaje pojmana przez oddział Luny. W ręce brata wpada też spieszący jej z pomocą Manrico. W wyniku kolejnego tragicznego splotu wydarzeń młody hrabia di Luna skazuje rywala na śmierć, a dopiero po egzekucji Azucena wyjawia paniczowi kogo zabił, mówi, że to Manrico był jego bratem.

## Komentarz
Verdi stworzył Trubadura po śmierci własnej matki i jak się przypuszcza, to ona miała wpływ na postać Azuceny. Cyganka jest pierwszą charakterystyczną postacią kompozytora napisaną na mezzosopran. Uważana jest przy tym za bardziej wyrazistą od wielu bohaterek sopranowych. Najważniejszą arią Azuceny jest Stride la vampa (Buchające płomienie).

## Wykonawczynie
Pierwszą odtwórczynią roli Azuceny była Emilia Goggi, w nagraniach Trubadura w postać tę wcielały się także między innymi: Irene Minghini Cattaneo, Miriam Pirazzini, Fedora Barbieri, Fiorenza Cossotto, Marilyn Horne, Jelena Obrazcowa, Brigitte Fassbaender, Łarisa Diadʹkowa oraz Yvonne Naef (ta ostatnia nagranie DVD).